# Dudelfunk
Dudelfunk ist eine abwertende Bezeichnung für ein bestimmtes Sendekonzept der Hörfunksender, welches speziell auf eine möglichst breite Akzeptanz in der werberelevanten Zielgruppe und eine enge Hörerbindung ausgerichtet ist. Dies wird durch eine streng zielgruppenorientierte Musikauswahl einerseits und die Programmgestaltung andererseits erreicht. Derartige Programme sind meistens als Begleitprogramm strukturiert. Als Maßstab werden die Einschaltquoten zugrunde gelegt.

## Claims
In der Regel bewerben entsprechende Sender ihr musiklastiges Programm mit Slogans bzw. Claims wie „Die beste Musik“, „Die größten Hits“, „Die meiste Abwechslung“ oder ähnlichen Superlativen.

## Musik
Die Auswahl der Musik ist in der Art eines Formatradios speziell auf eine bestimmte Zielgruppe ausgerichtet, meistens Adult Contemporary. Die häufig externen Radioberater planen die Playlists nach festgelegten strategischen Vorgaben mit Hilfe von Computerprogrammen. Gängig ist insbesondere die sogenannte Rotation: Hierbei wird ein fester Bestand von meistens nur 120 bis 150 Musiktiteln immer wieder innerhalb eines bestimmten Zeitraums gespielt, so dass es vorkommen kann, dass einige Titel im Stundentakt wiederholt werden. Neue Titel kommen nur in die Rotation, wenn sie einer statistisch gestützten Bewertung durch Hörer unterzogen wurden. Ebenso wird durch Befragung ermittelt, ob ein Titel zu häufig gespielt wird. Wenn die Mehrheit der Befragten das bejaht, wird der Titel aus der Rotation genommen oder seltener gespielt. Innerhalb der Rotation gibt es wiederum Titel, die häufig oder besonders häufig gespielt werden, in der sogenannten „Heavy Rotation“ (auch „Power Rotation“ oder „Hot Rotation“ genannt). In diesem Zusammenhang ist auch Payola nicht von der Hand zu weisen.
Zur Musikauswahl hat sich inzwischen eine Software durchgesetzt, die die durch Hörertests bestätigte Song-Vorauswahl in A- (power), B- (normal) oder C- (casual rotation) Titel in einem festen Schema über die Senderstunde verteilt. So ist es z. B. gängig, jeden längeren Wortbeitrag (Nachrichten) mit einem Jingle und dann einem A-Titel zu beenden.

## Moderation und Wortbeiträge
Insbesondere ist Dudelfunk durch eine bestimmte Form der Moderation gekennzeichnet. Hier ist das Bemühen um eine hörernahe, meist ostentativ gut gelaunte Sprache erkennbar. Die Wortbeiträge sind in erster Linie darauf ausgerichtet, den Hörer zu unterhalten oder allgemeine Service-Informationen (Wetter und Verkehrslage) anzubieten. Nachrichten, die gelegentlich durch Hintergrundmusik („Musikbett“) unterlegt werden, beschränken sich auf wesentliche Ereignisse. Sie werden gelegentlich auch um Hinweise auf Veranstaltungen des Senders erweitert.
Ein allgemeines Merkmal der Dudelfunk-Sender, das mittlerweile nahezu alle unterhaltungsorientierten Hörfunkprogramme übernommen haben, sind die sogenannten Jingles. Sie enthalten meistens den gesungenen Sendernamen und einen feststehenden Slogan (Claim), der ein Alleinstellungsmerkmal herauszustellen versucht. Zweck der häufigen Ausstrahlung des Sendernamens ist der Wiedererkennungseffekt insbesondere für die Benennung bei den telefonischen Hörerbefragungen in den für den jeweiligen Sender wichtigen Media-Analysen. Vor allem für die sogenannten Morningshows, die für die Sender die höchsten Einschaltquoten bringen, wird ganztägig geworben. Es gibt aber auch Sender, die völlig auf Jingles verzichten und stattdessen sogenannte Drop-Ins oder Sweeper einsetzen. Diese Elemente enthalten keinen Gesang.
Häufig (vor allem in den Erhebungszeiträumen der Marktanalysen) gibt es Höreraktionen wie Gewinnspiele und sonstige Aktionen, die ebenfalls durch Jingles angekündigt werden. Beliebt sind auch kurze Telefongespräche mit Hörern, sogenannte Call-Ins. Mit ihrer Hilfe kann ein Sender Regionalität oder auch die gewünschte Hörernähe vermitteln.
Neben den überschaubaren und meist nicht kontroversen Informationen bildet Comedy einen festen Bestandteil der Wortbeiträge. Dabei wird wie auch im ernsthaften Teil gerne auf politische Aussagen oder Themen verzichtet. Als Aufmacher für „Aufreger“ werden hingegen gerne Trivia aus dem Medienboulevard herangezogen.

## Ziele
Dudelfunk hat – insbesondere im Privatradio, aber zunehmend auch bei den öffentlich-rechtlichen Sendern (z. B. bei den Popwellen Bayern 3, Bremen Vier, hr3, MDR Jump, NDR 2, SR 1, SWR3, WDR 2 etc.) – die Funktion, möglichst viele Hörer an den Sender zu binden, um für die Werbewirtschaft interessant zu sein. Durch eine entsprechende Musikauswahl und nur sehr kurze Wortbeiträge soll verhindert werden, dass die Zuhörer abschalten oder einen anderen Sender wählen und somit nicht mehr die Werbebotschaften hören.
Dudelfunk ist meistens bei Hörern beliebt, die das Radio „im Hintergrund“ laufen lassen, zum Beispiel bei der Arbeit, zu Hause oder im Auto. Nicht das gezielte Einschalten von Sendungen wird angestrebt, sondern die kontinuierliche „Durchhörbarkeit“. Durch die Einfachheit und Kürze der Wortbeiträge wird es den Hörern ermöglicht, mit „halbem Ohr“ oder nur gelegentlich zuzuhören. Außerdem wird der Wunsch, aktuelle oder altbekannte Hits möglichst häufig zu hören, erfüllt.

## Alternativen
Einige öffentlich-rechtliche Anstalten bieten auch Radio-Programme an, die mit einer umfangreicheren Musikvielfalt – auch abseits des Mainstreams – und ausgebildeten Journalisten als Moderatoren eine Alternative zu den Massenwellen darstellen (z. B. Radio Eins vom RBB sowie FM4 des ORF, ferner die Programme des Deutschlandradios und die Kulturprogramme der ARD). Außerdem gibt es inzwischen auch eine große Anzahl Internetradio-Sender, die eine größere Vielfalt bieten. Zudem sind auch diverse alternative und freie Radiosender vorhanden, die mehr kulturelle Inhalte in ihren Programmen anbieten und vielfach nicht kommerziell ausgerichtet sind.